# Hepatită B
Hepatita B este o boală de natură infecțioasă, agentul patogen fiind virusul hepatitei B (HBV).Virusul este de tip ADN (adenovirus), iar boala mai este cunoscută și sub denumirea de hepatită serică.
Boala a cauzat epidemii în părți ale Asiei și Africii și este endemică în China. Aproximativ un sfert din populația globului, mai mult de 2 miliarde de persoane, au fost infectate cu virusul hepatitei B. Acest număr include 350 milioane de purtători cronici ai virusului.
Transmiterea hepatitei B se face prin expunerea la sânge sau secreții infectate, cum ar fi sperma sau secrețiile vaginale. Hepatita B nu se poate transmite prin contact zilnic cum ar fi strângerea de mână, folosirea acelorași tacâmuri sau pahare, sărut, îmbrățișare, tușit sau strănut. 
Boala acută cauzeză inflamarea ficatului, voma, urină de culoarea cafenie închisă, diaree, icter și mai rar, decesul. Hepatita B cronică poate eventual cauza ciroză și cancer la ficat, care are o rată mică de răspuns chimoterapiei. Prevenirea infecției se face prin vaccinare. 
Deși replicarea virusului se face în ficat, virusul se răspândește în sânge, unde proteinele specifice virusului și anticorpii specifici se detectează la persoanele bolnave. Aceste proteine și anticorpi sunt căutați în testele de sânge pentru a diagnostica infecția. 

## Istoric
Primul care semnalează această boală denumită "icter prin inoculare" este Lurman A . Acesta o identifică în anul 1885 la docherii din Bremen vaccinați antivariolic cu limfă vaccinală umană. Din cei 1289 de oameni vaccinați 191 (15% ) au făcut hepatită într-un interval cuprins între 2 săptămâni și 8 luni.
1942 este anul în care are loc identificarea acestui tip de hepatită, ca urmare a unei epidemii masive de icter apărută în armata americană și cea britanică. În urma vaccinării antiamaril a unui număr de 28585 persoane, 62 au decedat.
Ipoteza care a s-a dovedit până la urmă plauzibilă a constat din existența în serul folosit la prepararea vaccinului a unui virus hepatic , purtătorul acestuia fiind un pacient asimptomatic.Datorită acestui fapt, hepatita astfel apărută a fost denumită hepatită prin ser omolog, denumire schimbată ulterior în hepatită serică.
1947  este anul în care Mac Callum face o clasificare a virusurilor hepatice cunoscute până în acel moment
- virusul hepatitei A -virusul care provoca hepatita epidemică
- virusul hepatitei B- virusul hepatitei serice

Anii 1960-1980 sunt anii în care au loc numeroase descoperiri care încearcă să aducă cât mai multe informații despre hepatita B:
- 1965 Blumberg descoperă antigenul Australia-denumit în prezent HBs
- 1970 Dane descoperă virionul B -particula Dane

În România, condițiile medicale neigienice din spitale în perioada comunismului au dus la o incidență ridicată a hepatitei B.

## Epidemiologie

Incidența hepatitei B în anul 2017

### Transmisie
Particula infectantă prin virus este ADN-ul viral;
Virusul este prezent în sânge și țesuturi, se elimină prin salivă, lacrimi, secreții genitale, spermă, sânge menstrual, care sunt și principalele elementele de transmitere a bolii; se poate transmite de la mamă la copilul nou născut în timpul sarcinii; din 100 de bolnavi adulți cu hepatită acută B, 95 se vindecă , 5 fac hepatită cronică, și 2 mor prin complicații ale hepatitei cronice (ciroză sau cancer de ficat); dacă hepatita acută B a fost contractată în primul an de viață, riscul de cronicizare este de 80-90%; dacă a fost contractată de copii cu vârsta sub șase ani riscul este de 30-50%. Dacă hepatita acută a fost contractată în perioada de adult, riscul de cronicizare este mult mai mic, sub 5%.
Cele mai importante căi prin care se poate lua virusul B sunt:
- Sexul cu o persoană infectată
- Sexul cu mai mult de un partener
- Sexul întâmplător neprotejat
- Conviețuirea cu persoane care au virusul B
- Profesie care permite contactul cu sânge, secreții sau țesuturi umane (lucrători în mediul sanitar)
- Folosirea de droguri injectabile
- Piercingul
- Tatuajele
- Manichiura, pedichiura, bărbieritul la frizer sau cu aparat folosit de altcineva care are virusul
- Primirea de transfuzii de sânge (risc foarte mic datorită testării)
- Instrumentar chirurgical și stomatologic

Riscul de transmitere prin salivă (sărut) este foarte mic, iar cel prin fecale, secreții nazale, sputa, urina sau voma este inexistent dacă acestea nu conțin și sânge.
Prezența virusului B se cercetează de obicei prin determinarea AgHBs dar și prin alte metode de depistare.
Existența imunității împotriva virusului B se cercetează prin determinarea existenței anticorpilor Ac antiHBs.
Dacă virusul este prezent în organism, concentrația sa în sânge (viremia) se cercetează prin determinarea DNA VHB, care, în mod normal, trebuie să fie nedetectabil.
Dacă virusul este detectabil, și concentrația sa este >2000ui/ml, se poate pune problema tratamentului antiviral.

### Patogeneză
Infecția acută cu virusul hepatitei B este asociată cu hepatita virală acută, o boală care începe prin stări de slăbiciune, lipsa apetitului alimentar, amețeală, vomă, dureri în corp, febră, urină închisă la culoare și ulterior progresează spre apariția icterului. Există indicații că mâncărimea pielii este un posibil simptom al tuturor tipurilor de viruși hepatici. Boala durează câteva săptămâni și se ameliorează gradual la cele mai multe persoane infectate. Puține persoare pot avea infecții mai severe ale ficatului și ca urmare pot muri. Pe de altă parte, boala poate fi asimptomatică și poate trece neobservată și nediagnosticată.
Infecția cronică poate fi fie asimptomatică, sau poate fi asociată cu o inflamare cronică a ficatului (hepatita cronică), conducând la ciroză într-o perioadă de câțiva ani. Acest tip de infecție crește dramatic incidența cancerului la ficat. Bolnavilor cronici li se recomandă evitarea băuturilor alcoolice.

### Prevenția
Vaccinul antihepatic B este o modalitate eficientă de prevenire a hepatitei B. În România, vaccinarea antihepatită B a fost introdusă în anul 1995 în Programul Național de Vaccinare pentru nou-născuți. De asemenea, sunt necesare programele de prevenire a transmiterii de la mamă la copil prin administrea unei injecții cu imunoglobulină antihepatică B (HBIG) și vaccinarea imediată a nou-născutului cu mamă pozitivă și profilaxie antivirală în timpul sarcinii pentru gravidele pozitive, implementarea strategiilor de testare a sângelui donat, igiena seringilor pentru injecții, practicarea relațiilor sexuale protejate (folosirea prezervativului).